# Poškození dřevin úvazky

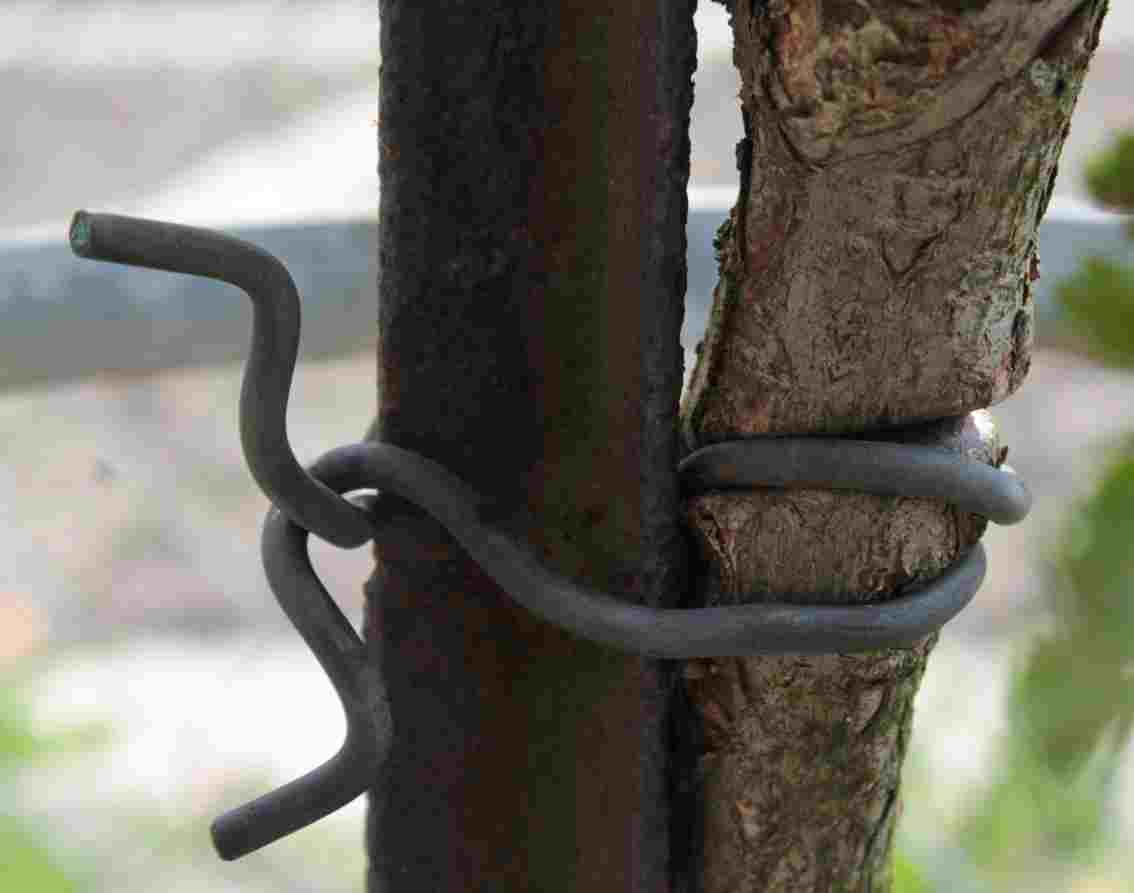
Poškození stromkové srstky angreštu nevhodným úvazkem.

Poškození dřevin úvazky je poškození vznikající často na okrasných i ovocných dřevinách. Jde o poškození vznikající nevhodnými nebo neprovedenými pěstitelskými opatřeními u pěstovaných dřevin. Bývá ale časté, že opora u dřeviny je zdrojem infekce nebo vhodným úkrytem pro škůdce. Opora může být méně stabilní než dřevina. Hlavní funkce pevné a pečlivě provedené opory u dřevin s dostatečně  silnými nebo dostatečně pružnými kmínky ve výsadbě provedené odborně, je důvod pro navýšení ceny výsadby. 

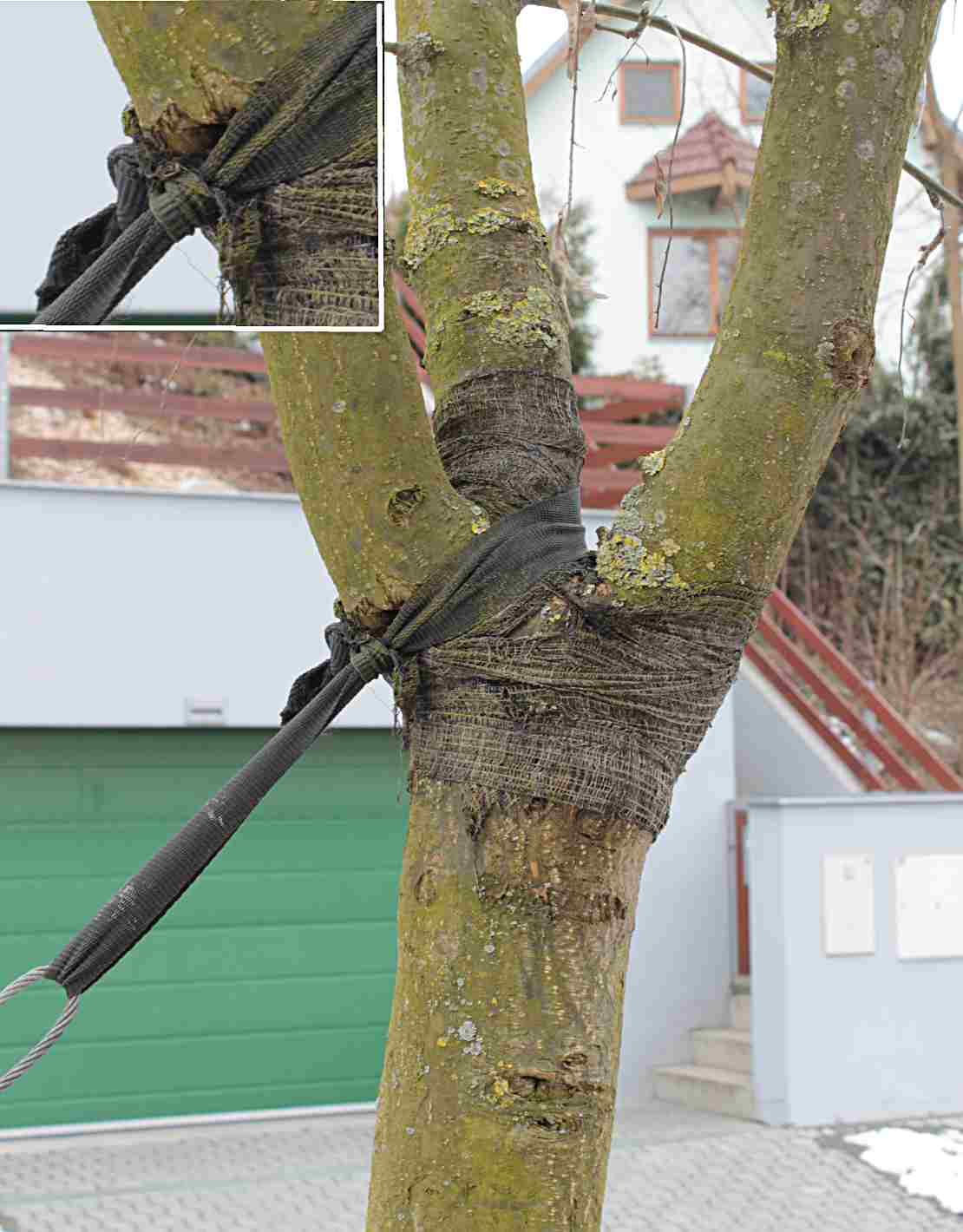
Poškození těsným textilním úvazkem, veřejná zeleň, Štědřenec odvislý - Zlatý déšť

## Symptomy
Tkaniny, dráty nebo provázky zařezané nebo zarostlé do rostlinných tkání. Nekrotizované, mechanicky poškozené a často i chorobami a škůdci napadené tkáně v okolí úvazku, který upevňuje dřevinu k opoře. Kalusy vznikající v okolí úvazku.

## Mechanismus vzniku

### Nevhodné materiály
Některé materiály (např. pryž) podléhají během času oxidaci a zoxidovaná hmota může chemicky poškozovat tkáně. Kovové materiály mohou mít ostré hrany, nebo nemusí být dostatečné pružné a měkké, dochází k poranění i při pohybu rostlin. 

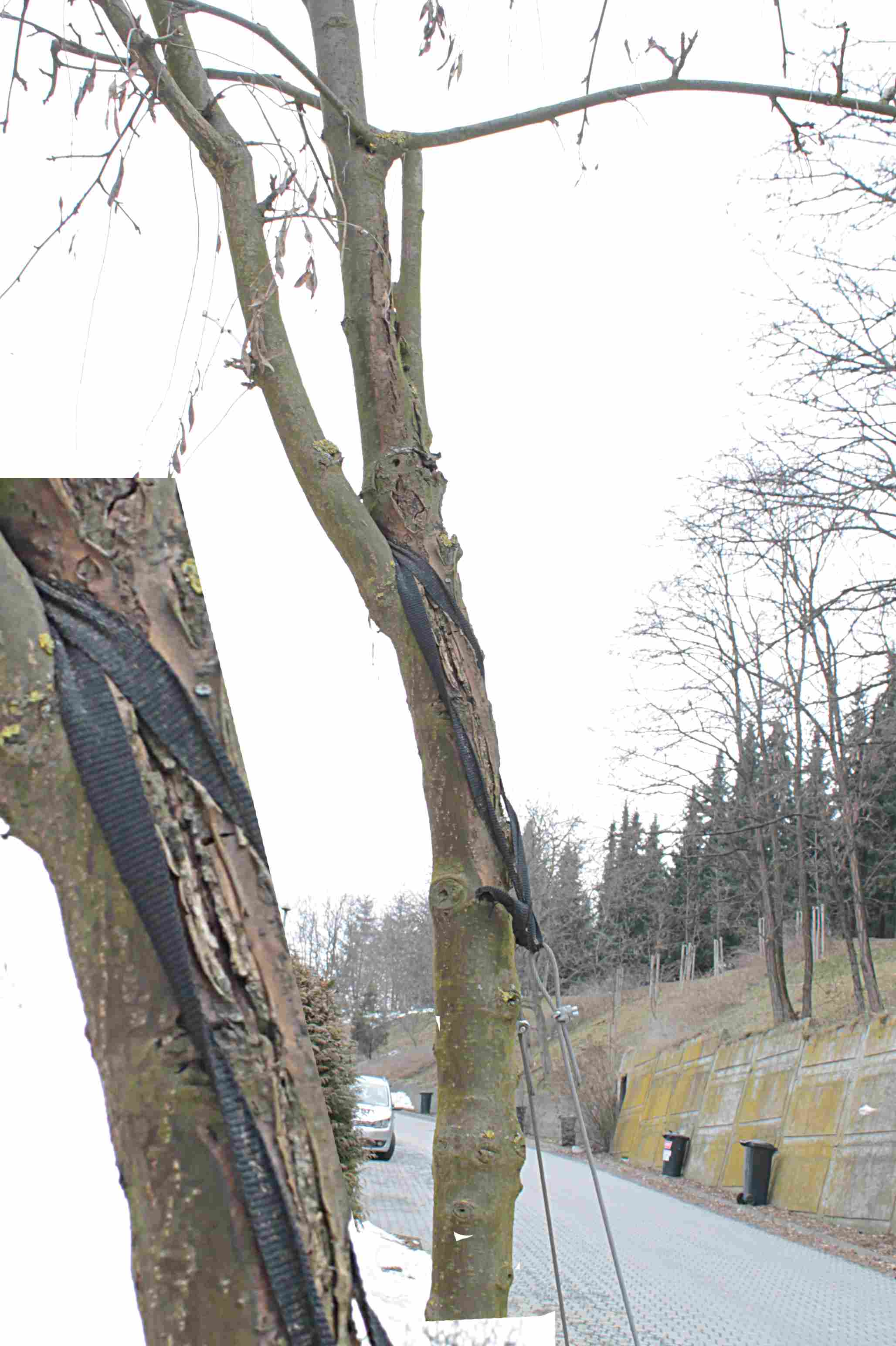
Poškození úvazkem může být vstupní branou choroby která způsobí úhyn dřeviny. Veřejná zeleň, štědřenec Laburnum anagyroides 'Vosii'.

### Nevhodné provedení úvazku
Úvazek má být volný, aby umožňoval pohyby rostliny a pružný aby fixoval dřevinu. Příčinou poškození je tedy těsný úvazek, úvazek zaškrcující dřevinu a nepohyblivý, takže při pohybech dochází ke kontaktu který rostlinu poškozuje. 

### Neprovedená odborná péče o výsadby
Povolování nebo odstraňování úvazků a opory je agrotechnické opatření které je třeba provádět u výsadby včas. Nejčastěji poranění vznikají neodbornou údržbou nebo údržbou neodbornými pracovníky  nebo administrativně předepsanou údržbou která striktně omezuje prováděné opatření za účelem omezení nákladů. Firma, která nemá odborníka s dostatkem znalostí nedokáže předvídat následky opomenutí včasného zásahu. Neodborný pracovník si nebezpečí poškození neuvědomí a poškozování kmene nevšimne. Odborný pracovník povolení neprovede, pokud může vykonávat pouze normativně předepsané práce.

## Význam
V závislosti na míře poškození vede poranění někdy k deformacím a hlubokým poškozením kmene, často k omezení asimilace a růstu a k zasychání větví. Často dochází k uhynutí rostliny. Obvyklé je napadení oslabené dřeviny, nebo napadení v místech poranění, které způsobí úhyn dřeviny.

## Ochrana rostlin

### Prevence
Každoroční odborná kontrola mladých výsadeb a povolování úvazků. Lze provádět při výchovném řezu.

### Opatření při výskytu
Odstranění nekrotických tkání, vyčištění rány a ošetření kontaktním fungicidem.